# Margarida da França (1254–1271)
Margarida da França (1254 —setembro de 1272) foi a filha de Luís IX de França e de Margarida de Provença.
Casa-se, em fevereiro de 1271, com João I de Brabante. Morreu no parto em 1272, dando à luz um filho que não veio a sobreviver.